# Ibrahim I
Ibrahim I (Estambul, 5 de noviembre de 1615 — Estambul, 18 de agosto de 1648) fue sultán del Imperio otomano desde 1640 a 1648. Era conocido como «İbrahim el Loco».

## Vida
Ibrahim nació el 5 de noviembre de 1615, hijo del sultán Ahmed I y su consorte, Kösem Sultan. Cuando Ibrahim tenía 2 años, su padre murió y el tío de Ibrahim, Mustafa I, se convirtió en el nuevo sultán, bajo la tutela de Halime Sultan, quién gobernó a través de su hijo, quién estaba incapacitado mentalmente.
En ese momento, Kösem Sultan y sus hijos, incluido el joven Ibrahim, habían sido enviados al Palacio Viejo. En menos de un año, Mustafa fue destronado y colocaron al medio hermano de Ibrahim, Osman II como sultán. Poco tiempo después, su hermano, Şehzade Mehmed, fue ejecutado y sus hermanos encerrados en los famosos kafes, para evitar una posible rebelión. El reinado de Osman no duró mucho y fue destronado y asesinado en 1622, colocando nuevamente a Mustafa en el trono. Después de un tiempo, se organizó un golpe de Estado y se entronizó a su hermano de once años, Murad IV, que, debido a su edad, permitió el poder absoluto en su madre, Kösem, convirtiéndose en la primera mujer en tomar la regencia de manera oficial.
Por lo que se cuenta, sus hermanos no fueron confinados en los Kafes y se les permitió tener un poco más de libertad por el palacio, bajo estricta vigilancia. Pero esto cambió en 1635, cuando Murad ordenó la ejecución de dos de sus hermanos.
Ibrahim fue confinado en los Kafes, lo que afectó gravemente su salud mental. Los otros hermanos de Ibrahim, Şehzade Bayezid y Şehzade Süleyman, habían sido ejecutados, por eso, Ibrahim temía que él fuera el siguiente en la línea, lo cual se registra que sufría de constantes ataques de pánico. Algunos historiadores dicen que sufría de epilepsia.
Una de las últimas cosas que arruinó el sentido común de Ibrahim ocurrió en 1638, cuando después de la victoriosa campaña en Bagdad, Murad ejecutó a su hermano, Şehzade Kasım, de quien se decía que era el más cercano a él entre sus hermanos. Según algunas fuentes, Ibrahim también estuvo presente en el pabellón real, donde tuvo lugar la ejecución y su vida fue salvada solo por las súplicas de Kösem Sultan debido a su enfermedad mental. Otros dijeron que Murad ni siquiera intentó ejecutar a Ibrahim en ese momento. Luego de esto, Ibrahim vivía encerrado sabiendo que en cualquier momento sería asesinado.
Sin embargo, su hermano falleció prematuramente a causa de una cirrosis, lo que permitió su ascensión al trono. Después de la muerte de Murad, Ibrahim quedó como el único príncipe superviviente de la dinastía. Cuando el Gran Visir, Kemankeş Kara Mustafa Paşa le pidió que asumiera el sultanato, Ibrahim sospechó que Murad todavía estaba vivo y planeaba atraparlo. Fue necesario que le mostrarán el cuerpo de su hermano para acabar con sus dudas.

## Reinado
Sucedió a su hermano Murad IV en 1640. La subida al trono de Ibrahim en 1640 no resolvió el mayor problema de la dinastía, la cuestión del heredero. Después de que Murad asesinara sistemáticamente a sus hermanos y sus hijos murieran por causas naturales, Ibrahim fue el único heredero. Se necesitaban nuevos príncipes lo antes posible, pero Ibrahim no mostró interés por las mujeres y la sexualidad. Algunos dijeron que tenía miedo de tener un hijo porque temía que Murad lo ejecutara en ese momento, otros dijeron que simplemente no le importaba. Intentaron de todas las formas posibles despertar el deseo sexual del sultán, le hicieron representaciones pornográficas y le ofrecieron afrodisíacos. El esfuerzo persistente finalmente tuvo éxito, con su primer hijo (y presumiblemente su primer o segundo hijo), Mehmed, nacido en enero de 1642. Se sabe que en algún momento de su reinado, la viuda consorte de su hermano, Ayşe Sultan, buscó ayuda en Ibrahim para evitar que Kösem casará a su hija, Ismihan Kaya con un visir. Ibrahim se aprovechó de esta situación y cuenta la leyenda que intentó abusar de ella. Aparentemente Ayşe fue rescatada y auxiliada por los eunucos del harén. Incluso se dice que Ibrahim intentó tomarla como consorte.
Heredando toda la crueldad y nada de la habilidad de sus hermanos, Ibrahim llevó al Imperio al borde del colapso en un cortísimo espacio de tiempo, paralelo quizás solamente, por el dominio de Focas en el Imperio bizantino.
Se cree que había sufrido de neurastenia, y estaba deprimido tras la muerte de su hermano. Su reinado fue esencialmente el de su madre, Kösem Sultan, quien no impedía gobernar el Imperio como lo legó.
Realmente no podemos hablar de Ibrahim como gobernante. Debido a su condición mental, su madre, Kösem Sultan, y el último Gran Visir de Murad IV, Kemankeş Kara Mustafa Paşa, gobernaron en su lugar. Aunque Kösem Sultan y Kemankeş Paşa no tenían una buena relación e incluso rivalizaban constantemente, aún trabajaban juntos de manera excelente por el bien del imperio. Ibrahim, aunque no era capaz de gobernar solo, trató de estar a la altura de las expectativas en los primeros años de su reinado. Siguió constantemente los acontecimientos, negociando regularmente con el Gran Visir, para lo cual sus cartas escritas a mano también sirven como un buen ejemplo. Estas cartas de Ibrahim son significativas porque muestran que Ibrahim recibió una educación adecuada, no era débil de mente, por lo que en realidad solo estaba luchando con enfermedades mentales causadas por sus severos traumas. Con el tiempo, sin embargo, cayó bajo la influencia de un tal Cinci Hoca y se rebeló contra su madre. Cinci Hoca era un charlatán de la ciencia oculta que se consideraba un líder religioso.
El imperio comenzó a decaer, mientras que comenzó a ejecutar o destituir a un centenar de visires, y puso a gente de su confianza o de la confianza de Cinci Hoca, en todos los puestos.
Según algunas especulaciones de boca en boca, cuando cumplió los 29 años, decidió celebrarlo con una lujosa fiesta, ya estando él y sus invitados disfrutando de su festín, un sirviente derramó accidentalmente un poco de vino al atuendo del Sultán, Ibrahim, estallando en ira, ordenó la ejecución inmediata de éste y de todos los sirvientes que estaban sirviendo las bebidas en ese momento, todos ellos fueron ejecutados en esa misma sala.
Sufría constantemente de ataques de ansiedad y de delirios, no ayudaba el hecho de que también sufría muchas pesadillas. Debido a sus cada vez más fuertes delirios, comenzó a creer que su hermano, Murad IV, estaba aún vivo y, según él, estaba conspirando con traidores para asesinarlo y volver a tomar el control del imperio, estaba tan convencido de esto que mando a llamar a los hombres que fueron encargados de examinar y enterrar el cadáver de Murad, los llamó traidores y los acusó de estar ocultando a su hermano y de conspirar en contra de él y ordenó la decapitación inmediata de todos éstos sirvientes. Siendo todas estas acusaciones, obviamente, un producto de su imaginación.
Algunos historiadores otomanos describían como Ibrahim ordenaba ejecuciones constantemente, aunque las razones fueran, para muchos, absurdas.
Poco después de la ejecución de Kemankeş Paşa, Ibrahim también exilió a su madre, Kösem Sultan. Originalmente tenía la intención de enviar a su madre a la Isla de Rodas, pero finalmente, sus consortes lo persuadieron de que la enviara solo a otro palacio. Con el tiempo, la insatisfacción creció y cada vez más personas recurrieron a Kösem Sultan en el exilio en busca de ayuda. La conocida carta de Kösem Sultan a Hezarpare Ahmed Paşa, fue escrita en este período. La carta dice:
"Al final no nos dejará ni a ti ni a mí con vida. Perderemos el control del gobierno. Toda la sociedad está en ruinas. Haz que lo quiten del trono inmediatamente". La carta es un buen indicio de que el gobierno demente de Ibrahim amenazó a más y más personas. El sultán ejecutó a personas casi sin motivo y otorgó altos cargos a quienes no estaban en condiciones.
Libró una guerra contra Venecia, en la que los barcos venecianos lograron vencer en el mar Egeo, capturando Ténedos en 1646, puerta hacia los Dardanelos. Como el gobierno de Ibrahim se hizo más impredecible, fue depuesto y asesinado, quedando en su lugar Mehmed IV. En 1644, piratas malteses atacaron un barco otomano en el que, además del eunuco negro jefe, estaba presente el hijo de la nodriza del príncipe Mehmed, a quien Ibrahim amaba y apreciaba más que a su propio hijo. Bajo el pretexto del ataque, la Quinta Guerra Veneciano-Otomana estalló en 1645 y duró 24 años.

## Muerte
La situación se deterioró hasta el punto de que, en 1647, Kösem Sultan y el nuevo Gran Visir, Salih Paşa y Seyhülislam Abdürrahim Efendi, intentaron destronar a Ibrahim, pero fracasaron. Estando Ibrahim consciente del deseo que había de sacarlo del trono, comenzó a ser muy desconfiado y estaba completamente decidido a ejecutar a cualquiera que le pareciera sospechoso sin ninguna misericordia, como lo deja claro una carta escrita por el propio Sultán hacia su ağa (comandante):
''Los traidores nos rodean a diestra y siniestra, los pasillos están llenos de infieles que han decidido poner fin a la vida de su propio sultán, serán destripados, destrípenlos, ¡destrípenlos a todos!".
Salih Paşa fue ejecutado y Kösem Sultan permaneció en el exilio. Al año siguiente, tanto los jenízaros como los ulemas se unieron a la rebelión, y el 8 de agosto de 1648, el sultán loco fue fácilmente destronado y encarcelado. Luego, debido a la evidencia, Kösem Sultan regresó al Palacio de Topkapı. Allí recibió una carta de los principales estadistas, pidiéndole que les dieran al Şehzade Mehmed para que lo hicieran sultán en la Mezquita Jenízaro. Kösem Sultan rechazó la solicitud y pidió a los líderes que fueran al palacio y discutieran la situación.
Luego ella los recibió en el palacio. Les dijo que el sultán solo había seguido los consejos de personas malas, por lo que fue suficiente para deshacerse de estos asesores. Es dudoso que Kösem Sultan realmente pensara eso o simplemente sintiera que esto se esperaba de ella como madre de Ibrahim. Esto último se puede inferir de su carta anterior, en la cual declara claramente que Ibrahim debe ser destronado; y que, tras dos horas de discurso, Kösem Sultan accedió a la ascensión de Mehmed, de apenas seis años y medio. Sin embargo, es importante señalar que, según el discurso grabado de Kösem Sultan, ella solo accedió al destronamiento de Ibrahim debido a la compulsión. Kösem Sultan concluyó su discurso con la siguiente frase: "Todos están unidos en la opinión de que el sultán debe ser depuesto; es imposible hacer otra cosa. Me dices que si no entrego al Príncipe, entrarán en el palacio y lo tomarán por la fuerza." Entonces, independientemente de lo que sintiera o pensara, Kösem mostró externamente que estaba tratando de proteger a su hijo como madre.
Los seguidores de Ibrahim fueron destituidos de sus cargos al mismo tiempo que ocurría el destronamiento del sultán, y la mayoría de ellos fueron ejecutados. Luego tuvieron que decidir pronto el destino del sultán Ibrahim, pero no fue fácil. Solía haber un sultán loco que simplemente fue encerrado después de su destronamiento, por lo que esto podría haber sido posible en el caso de Ibrahim. Sin embargo, Ibrahim causó demasiado dolor a la gente, ejecutó a demasiados y simplemente tuvo demasiados partidarios para mantenerlo con vida. Finalmente, el nuevo Gran Visir, Sofu Mehmed Paşa, pidió al Seyhülislam Efendi que permitiera la ejecución de Ibrahim. Él lo permitió. Algunos dicen que Kösem Sultan también estuvo de acuerdo con la ejecución, otros dijeron que no fue notificado hasta el último minuto para que ella no pudiera evitarlo. Finalmente, Ibrahim fue estrangulado el 18 de agosto de 1648. Según las descripciones, cuando el pelotón de ejecución entró en la habitación del sultán, él, agarrando el Corán, pidió que le mostraran qué línea del Corán sugiere su ejecución. Dijo que si se lo mostraban, se rendiría. Por supuesto, esto no fue posible, uno de los verdugos arrojó la soga alrededor del cuello del sultán por detrás. Luego su hijo de solo seis años ascendió al trono como Mehmed IV. Originalmente la regencia debía ir para la madre del niño, Turhan Hatice Sultan, pero debido a su juventud e inexperiencia, le fue entregado el poder absoluto a Kösem nuevamente. Esto no perduró mucho, ya qué Kösem murió asesinada tres años más tarde. Ibrahim Fue enterrado en la Mezquita de Santa Sofía.

## Consortes
Fue conocida su obsesión por las mujeres obesas, avisando a sus agentes para que encontraran a la mujer más gorda posible. Una candidata le fue traída de Georgia o Armenia e Ibrahim estaba tan a gusto con ella que le dio una pensión gubernamental y, supuestamente, una gobernación.
Todas las Haseki de Ibrahim recibian 1000 aspers al día, excepto Saliha Dilaşub, que recibía 1300 aspers al día, quizás porque tenía más cariño hacia ella. Ibrahim regaló los ingresos de Bolu, Hamid, Nicópolis, y el Eyalato de Siria a Saliha Dilaşub, Mahienver, Leyla Saçbağlı y Şivekar, respectivamente.
También le entregó el tesoro de Egipto a Leyla Saçbağlı y Telli Hümaşah, que por cierto también se le fue regalado a esta última el palacio de Ibrahim Pasha.
Ibrahim contaba con miles de concubinas, pero sus únicas consortes conocidas son:
- Turhan Hatice Sultan (c.1627 – 4 de agosto de 1683), madre de Mehmed IV y Atike Sultan, también futura Valide Sultan, considerada la penúltima mujer en dirigir el famoso Sultanato de Mujeres y la mujer en acabar por definitivo con la ley del fraticidio, al salvar a los otros hijos de Ibrahim de la ejecución; se le conocía como Dama de Hierro. Ella era de origen ruteno o eslavo oriental, su nombre era Nadya;
- Saliha Dilaşub Sultan (c.1626 – 4 de diciembre de 1689, madre de Suleiman II y quizás otros hijos. Ella se convirtió en Valide Sultan cuando su hijo ascendió al trono, era de origen serbio aunque otros dicen que venía de algún lado de los Balcanes, su nombre era Katarina;
- Hatice Muazzez Sultan (c.1628 – 12 de septiembre de 1687), madre de Ahmed II y quizás otros hijos. Ella falleció en un incendio antes de ver ascender al trono a su hijo, por lo que nunca llegó a ser Valide Sultan. Era de Cracovia de la Républica de las Dos Naciones, actualmente es Polonia. Se cree que era judía o un eslavo oriental, su nombre era Eva;
- Ayşe Sultan (¿? – ¿?), es mencionada por primera vez en 1645 pero no se sabe más sobre ella, ni siquiera se le conoce algún hijo. Una leyenda asegura que esta Haseki era la consorte de su fallecido hermano, Murad IV, Ayşe Haseki Sultan, debido a que Ibrahim una vez intentó abusar de ella. Poco después de este suceso, apareció esta mujer y muchos creen que en realidad Ibrahim la secuestró y la obligó a ser su consorte;
- Mahienver Sultan (¿? – ¿?), madre de Şehzade Osman, es mencionada por primera vez el 2 de mayo de 1646. Era de origen circasiano;
- Saçbağli Sultan (c.1629 – c.1694), madre de Şehzade Selim y Bican Sultan, es mencionada a mitades de 1646. Se cree que ella era descendiente de la familia de Mahidevran Hatun, una consorte de Solimán el Magnífico (r.1520-1566) y esto la llevó a ser secuestrada. Otros dicen que era de Austria. Ella también era de origen circasiano y su nombre era Leyla;
- Şivekar Sultan (c.1627 – 1647 o 1693), madre de Şehzade Cihangir y Şehzade Bayezid, fue llamada "la mujer más gorda de la capital" y fue una de las dos únicas cónyuges políticamente activas de Ibrahim. Era de origen armenio y su nombre original era María;
- Telli Hümaşah Sultan (c.1630 – después de 1676), su octava Haseki y la única en convertirse en su esposa legal, en este caso, la única en tener el título de Haseki Sultan de forma legal. Después de la extravagante boda que tuvo fue apodada Telli Haseki, por los hilos de plata que colgaban de su cabello, una tradición griega para las recién casadas. Pudo haber sido de origen georgiano, circasiano o griego, el último es su origen más defendido. Es la única consorte de Ibrahim que luego de la ejecución de este, haya sido casada con otro hombre, en este caso con el Kaymakam de Constantinopla, Ibrahim Paşa, en 1672. Era de origen georgiano, griego o Cáucaso.

## Descendencia

### Hijos
- Mehmed IV (2 de enero de 1642 – 6 de enero de 1693), hijo con Turhan Hatice Sultan;
- Suleiman II (15 de abril de 1642 – 22/23 de junio de 1691), hijo con Saliha Dilâşub Sultan;
- Ahmed II (25 de febrero de 1643 – 6 de febrero de 1695), hijo con Hatice Muazzez Sultan;
- Şehzade Murad (22 de marzo de 1643 – 16 de enero de 1644), hijo con concubina desconocida;
- Şehzade Selim (19 de marzo de 1644 – octubre de 1669), hijo con Leyla Saçbağli Sultan;
- Şehzade Osman (agosto de 1644–1646), hijo con Mahienver Sultan;
- Şehzade Bayezid (1 de mayo de 1646 – agosto de 1647), hijo con Şivekar Sultan;
- Şehzade Cihangir (14 de diciembre de 1646 – 1 de diciembre de 1648), hijo con Şivekar Sultan;
- Şehzade Orhan (octubre de 1648 – enero de 1650), hijo con Telli Hümaşah Sultan.

### Hijas
- Gevherhan Sultan (1642 — 27 de octubre de 1694), hija con concubina desconocida. Se casó en primer lugar el 23 de noviembre de 1646 con Cafer Paşa, se casó en segundo lugar con el Kapudan Çavușzade Mehmed Paşa, se casó en tercer lugar el 13 de enero de 1692 con Helvacı Yusuf Paşa. No tuvo descendencia;
- Fatma Sultan (septiembre de 1642 — 1657), hija con concubina desconocida. Fue criada por Atike Sultan y Turhan Hatice Sultan, lo que sugiere que su madre falleció al darla a luz. En 1645 se casó con Musahıp Silahdar Yusuf Paşa, que fue ejecutado el 22 de enero de 1646. Un mes después, su padre la casó con Musahib Fazlı Paşa, a quien Ibrahim exilió un par de meses después mientras provocaba su divorcio. Después de su muerte, Turhan hizo mucha caridad en su nombre y organizó oraciones por su alma. Fue enterrada en la Mezquita de Yeni Valide. Ella no tuvo descendencia;
- Ümmügülsüm Sultan (1642 — 1655), hija con concubina desconocida. También se la llamaba Ümmi Sultan. Se casó en 1653 con Abaza Ahmed Paşa. Murió poco después de la boda y sin descendencia;
- Beyhan Sultan (1645 — 15 de diciembre de 1700), hija con concubina desconocida. Se casó por primera vez en 1646 con Küçük Hasan Paşa, se casó en segundo lugar en 1647 con Hezarpare Ahmed Paşa, se casó en tercer lugar con Uzun Ibrahim Paşa, y en cuarto lugar con Bıyıklı Mustafa Paşa. No tuvo descendencia;
- Ayşe Sultan (1646 — 1675), hija con concubina desconocida. Se casó con İbşir Mustafa Paşa en 1655, pero su marido fue ejecutado ese mismo año. Luego se casó con Defterdar Ibrahim Paşa, gobernador de El Cairo, y enviudó en 1664. Finalmente se casó con su primo, el gobernador de El Cairo y Buda, Canbuladzade Hüseyn Paşa, hijo de Fatma Sultan. Tuvo descendencia;
- Atike Sultan (¿? — 1667), hija con Turhan Hatice. Se casó en primer lugar en 1648 con Sarı Kenan Paşa; se casó en segundo lugar en 1659 con Boşnak İsmail Paşa, se casó en 1665 con Hadim Mehmed Paşa, ella murió dos años después del matrimonio. Tuvo descendencia;
- Kaya Sultan (¿? — ¿?), hija con concubina desconocida. Se casó con Haydarağazade Mehmed Paşa en 1649, que fue ejecutado en 1661. Se sabe que tuvieron descendencia;
- Fülane Sultan (¿? — ¿?), hija con concubina desconocida.[1] Se casó con Baki Bey, que era hijo del Gran Visir Hezarpare Ahmed Paşa. Tuvieron descendencia;
- Fülane Sultan (¿? — después de 1670), hija con concubina desconocida. Se casó con Mehmed Paşa en 1659. No se sabe cuándo nació y cuándo murió, lo único cierto es que seguía viva en 1670. No tiene descendencja conocida;
- Bican Sultan (1649 — ¿?), hija con Leyla Saçbağli. Nació varios meses después de la ejecución de Ibrahim, el privy purse la menciona por primera vez a principios de 1649 como la hija recién nacida del difunto sultán, esto tiene sentido ya que los embajadores mencionan a Leyla Saçbağli embarazada en septiembre de 1648 y la llamaban "el último vástago".[2]Se le propuso matrimonio con Kuloğlu Musahıp Mustafa Paşa, pero él la rechazó (más tarde se casaría con la hija de Mehmed IV, Hatice Sultan, en 1675). Bican se casó con Cerrah Kasım Paşa, en enero de 1666. Tuvieron descendencia.